# Галявина

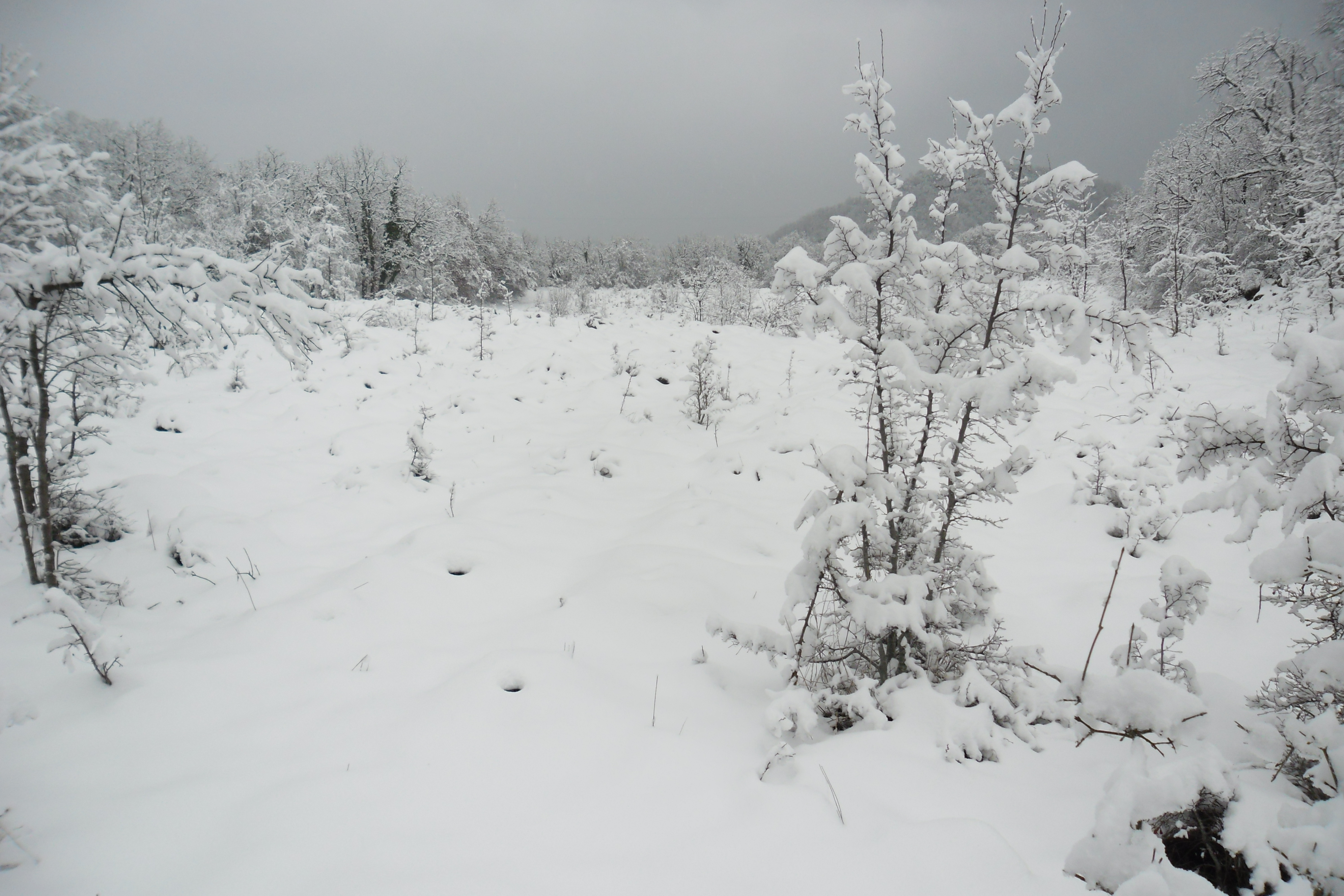
Засніжена галявина. Крим. Україна.

Галя́вина або галя́ва — відкрита, незаросла деревами ділянка в лісі. Утворюється внаслідок нездатності ґрунту в цьому місці забезпечувати живлення та/або прикріплення дерев (постійні галявини), або ж внаслідок вирубки, падіння великого дерева з ушкодженням менших навколо, бурелому, і т.ін. (тимчасові галявини).
Галявини в лісі є ділянками, де мають змогу розвиватись нехарактерні для лісового біотопу рослинні угруповання (з перевагою трав та/або чагарників), а також супутні види тварин. Є складовим елементом лісу.
Загалом, наявність галявин в лісі стимулює збільшення біорізноманіття.